# Fínikas (Chypre)
Fínikas (grec moderne : Φοίνικας) est un village abandonné de l'île de Chypre.

## Les Hospitaliers
Il s'agit de l'ancienne commanderie de l'ordre de Saint-Jean de Jérusalem dite de « La Fenique » (Φινιχα) réunie avec la commanderie d'Anógyra et qui constituait ce que l'on appelait « La petite commanderie ».